# 13-й истребительный авиационный корпус
13-й истребительный авиационный Седлецкий Краснознаменный корпус (13-й иак) — соединение Военно-Воздушных сил (ВВС) Вооружённых Сил РККА, принимавшее участие в боевых действиях Великой Отечественной войны

## Наименования корпуса
- 13-й истребительный авиационный корпус;
- 13-й истребительный авиационный Краснознаменный корпус;
- 13-й истребительный авиационный Седлецкий Краснознаменный корпус;
- 74-й истребительный авиационный Седлецкий Краснознаменный корпус.

## Создание корпуса
13-й истребительный авиационный корпус сформирован 29 декабря 1943 года путём придания частей для формирования 193-й и 194-й авиационных дивизий.

## Преобразование корпуса
13-й истребительный авиационный Седлецкий Краснознаменный корпус 10 января 1949 года был переименован в 74-й Седлецкий Краснознаменный истребительный авиационный корпус.

## В действующей армии
В составе действующей армии:
- с 7 июля 1944 года по 8 сентября 1944 года
- с 25 ноября 1944 года по 9 мая 1945 года,

всего 230 дней.

## Командир корпуса
- Герой Советского Союза генерал-майор авиации Сиднев Борис Арсеньевич[4], период нахождения в должности: с 29 декабря 1943 года по март 1946 года

## В составе объединений
| Объединение                                                 | Период                  |
| ----------------------------------------------------------- | ----------------------- |
| авиация Резерва Верховного Главного Командования            | 29.12.1943 — 01.02.1944 |
| в составе Военно-Воздушных Сил Харьковского Военного Округа | 01.02.1944 — 01.05.1944 |
| в составе Военно-Воздушных Сил Одесского Военного Округа    | 01.05.1944 — 07.07.1944 |
| 6-я воздушная армия 1-го Белорусского фронта                | 07.07.1944 — 01.08.1944 |
| 16-я воздушная армия 1-го Белорусского фронта               | 01.08.1944 — 08.08.1944 |
| авиация Резерва Верховного Главного Командования            | 08.08.1944 — 25.11.1944 |
| 16-я воздушная армия 1-го Белорусского фронта               | 25.11.1944 — 09.05.1945 |

## Соединения, части и отдельные подразделения корпуса
- 193-я Демблинская ордена Суворова истребительная авиационная дивизия (с 01 февраля 1944 года по 20 декабря 1945 года)
  - 347-й Радомский истребительный Краснознаменный авиационный полк
  - 515-й Померанский истребительный ордена Богдана Хмельницкого авиационный полк
  - 518-й Берлинский истребительный ордена Суворова авиационный полк
- 194-я истребительная авиационная дивизия (с 01 марта 1944 года, с 01 сентября 1944 года — в составе 16-й Воздушной армии)
  - 56-й Краснознаменный истребительный авиационный полк
  - 530-й Будапештский истребительный авиационный полк
  - 848-й истребительный ордена Кутузова авиационный полк
- 283-я Камышинская Краснознаменная ордена Суворова истребительная авиационная дивизия (с 21 июля 1944 года по 05 января 1946 года)
  - 116-й гвардейский Радомский Краснознаменный истребительный авиационный полк
  - 56-й гвардейский Алтуховский Краснознаменный истребительный авиационный полк
  - 176-й Берлинский Краснознаменный истребительный авиационный полк
  - 519-й Мозырьский Краснознаменный ордена Богдана Хмельницкого истребительный авиационный полк
- 282-я истребительная авиационная Гомельская Краснознамённая ордена Суворова дивизия (с 29 мая 1945 года по 20 декабря 1945 года)
  - 127-й истребительный авиационный полк
  - 517-й истребительный авиационный полк
  - 518-й Берлинский истребительный ордена Суворова авиационный полк (с  20 декабря 1945 года)
  - 774-й истребительный авиационный полк
- 454-я отдельная авиационная эскадрилья связи[3]
- 205-я отдельная рота связи[3]
- 2934-я военно-почтовая станция[3]

## Участие в операциях и битвах
- Белорусская операция «Багратион»[4] — с 7 июля 1944 года по 29 августа 1944 года.
- Люблин-Брестская операция — с 18 июля 1944 года по 2 августа 1944 года.
- Висло-Одерская операция — с 12 января 1945 года по 3 февраля 1945 года.
- Варшавско-Познанская операция[4] — с 14 января 1945 года по 3 февраля 1945 года.
- Восточно-Померанская операция[4] — с марта 1945 года по 20 марта 1945 года.
- Берлинская операция[4] — с 16 апреля 1945 года по 8 мая 1945 года.

## Почетные наименования
- 13-му истребительному авиационному корпусу присвоено почетное наименование «Седлецкий»[5]
- 193-й истребительной авиационной дивизии присвоено почетное «Демблинская»[6]
- 116-му гвардейскому Краснознамённому истребительному авиационному полку присвоено почётное наименование «Радомский»[7]
- 176-му Краснознамённому истребительному авиационному полку присвоено почётное наименование «Берлинский»[8]
- 347-му Краснознамённому истребительному авиационному полку присвоено почетное наименование «Радомский»[7]
- 515-му истребительному ордена Богдана Хмельницкого II степени авиационному полку присвоено почетное наименование «Померанский»[9]
- 518-му истребительному ордена Суворова III степени авиационному полку присвоено почетное наименование «Берлинский»[8]

## Награды
- 13-й Седлецкий истребительный авиационный корпус Указом Президиума Верховного Совета СССР награждён орденом «Боевого Красного Знамени»
- 193-я Демблинская истребительная авиационная дивизия Указом Президиума Верховного Совета СССР награждена орденом «Суворова II степени»
- 283-я Камышинская истребительная авиационная дивизия Указом Президиума Верховного Совета СССР награждена орденом «Суворова II степени»
- 56-й гвардейский Алтуховский истребительный авиационный полк Указом Президиума Верховного Совета СССР от 11 июня 1945 года награждён орденом «Боевого Красного Знамени»
- 176-й истребительный авиационный полк Указом Президиума Верховного Совета СССР от 19 февраля 1945 года награждён орденом «Боевого Красного Знамени»
- 347-й истребительный авиационный полк Указом Президиума Верховного Совета СССР от 2 августа 1944 года награждён орденом «Боевого Красного Знамени»
- 515-й истребительный авиационный полк Указом Президиума Верховного Совета СССР от 19 февраля 1945 года награждён орденом «Богдана Хмельницкого II степени»
- 518-й истребительный авиационный полк Указом Президиума Верховного Совета СССР от 19 февраля 1945 года награждён орденом «Суворова III степени»
- 519-й Мозырьский Краснознаменный истребительный авиационный полк Указом Президиума Верховного Совета СССР от 19 февраля 1945 года награждён орденом «Богдана Хмельницкого II степени»

## Герои Советского Союза
- Сиднев Борис Арсеньевич, генерал-майор авиации, командир 13-го истребительного авиационного корпуса 16-й воздушной армии 29 мая 1945 года удостоен звания Герой Советского Союза. Золотая Звезда № 4918

## Боевые эпизоды
- 01.08.1944 г. Поддержка сухопутных войск
- 09.08.1944 г. Отражение налёта бомбардировщиков
- 10.08.1944 г. Нападение штурмовиков на бомбардировщики
- 12.08.1944 г. Неудачный бой
- 14.08.1944 г. Удары по наземным целям
- Висло-Одерская операция. Подготовка к боевым действиям
- 11.02.1945 г. Воздушные бои
- 21.02.1945 г. Отражение налёта бомбардировщиков
- 28.02.1945 г. Удары по аэродромам
- 07.03.1945 г. Внезапная атака на Фокке-вульфы
- 08.03.1945 г. Дерзкая атака четверки против 29 самолётов
- 11.03.1945 г. Сопровождение штурмовиков
- 19.04.1945 г. Успехи истребителей
- 20.04.1945 г. Тяжёлые бои
- 22.04.1945 г. Удары по наземным целям
- 24.04.1945 г. Удары по наземным целям
- 28.04.1945 г. Перебазирование на аэродромы в гущу сражения

## Статистика выполненных боевых задач
Корпус с июля 1944 года прошёл славный боевой путь от Ковеля до Берлина в составе войск 1-го Белорусского фронта. За этот период соединения и части корпуса выполнили:
| Боевых вылетов | Групповых воздушных боев | Сбито самолётов противника |
| -------------- | ------------------------ | -------------------------- |
| 13 847         | 630                      | 851                        |